# Barranc d'Aguamala
El barranc d'Aguamala o Agua Mala és un barranc que se situa en el terme del municipi valencià de Toràs, a la comarca de l'Alt Palància. Té una longitud de 3,5 km i desemboca en el barranc de Regajo.